# 대한민국 민법 제553조
대한민국 민법 제553조는 훼손 등으로 인한 해제권의 소멸에 대한 민법 채권법 조문이다.

## 조문
제553조(훼손 등으로 인한 해제권의 소멸) 해제권자의 고의나 과실로 인하여 계약의 목적물이 현저히 훼손되거나 이를 반환할 수 없게 된 때 또는 가공이나 개조로 인하여 다른 종류의 물건으로 변경된 때에는 해제권은 소멸한다.

第553條(毁損 等으로 因한 解除權의 消滅) 解除權者의 故意나 過失로 因하여 契約의 目的物이 顯著히 毁損되거나 이를 返還할 수 없게 된 때 또는 加工이나 改造로 因하여 다른 種類의 物件으로 變更된 때에는 解除權은 消滅한다.

## 참고 문헌
- 오현수, 일본민법, 진원사, 2014. ISBN 978-89-6346-345-2
- 오세경, 대법전, 법전출판사, 2014 ISBN 978-89-262-1027-7
- 이준현, LOGOS 민법 조문판례집, 미래가치, 2015. ISBN 979-1-155-02086-9